# Tim Tollefson
Tim Tollefson est un athlète américain né le 13 mars 1985 à Northfield, dans le Minnesota. Spécialiste de l'ultra-trail, il a notamment remporté l'Ultra-Trail Australia en 2017.

## Résultats
| no  | masculin           | Course                     | Longueur | Départ             | Temps            |
| --- | ------------------ | -------------------------- | -------- | ------------------ | ---------------- |
| 3e  | Médaille de bronze | Way Too Cool               | 50 km    | 7 mars 2015        | 03 h 20 min 20 s |
| 2e  | Médaille d'argent  | Broken Arrow Skyrace 52K   | 52 km    | 19 juin 2016       | 5 h 4 min 36 s   |
| 3e  | Médaille de bronze | Ultra-Trail du Mont-Blanc  | 170 km   | 26 août 2016       | 22 h 30 min 28 s |
| 1er | Médaille d'or      | Ultra-Trail Australia      | 100 km   | 20 mai 2017        | 08 h 52 min 00 s |
| 2e  | Médaille d'argent  | Speedgoat 50K              | 50 km    | 29 juillet 2017    | 05 h 23 min 32 s |
| 3e  | Médaille de bronze | Ultra-Trail du Mont-Blanc  | 167 km   | 1er septembre 2017 | 19 h 53 min 00 s |
| 3e  | Médaille de bronze | Lavaredo Ultra Trail       | 120 km   | 22 juin 2018       | 12 h 44 min 44 s |
| 3e  | Médaille de bronze | Speedgoat 50K              | 50 km    | 21 juillet 2018    | 05 h 37 min 35 s |
| 3e  | Médaille de bronze | Madeira Island Ultra Trail | 115 km   | 27 avril 2019      | 14 h 36 min 18 s |
| 1er | Médaille d'or      | Lavaredo Ultra Trail       | 120 km   | 28 juin 2019       | 12 h 18 min 47 s |
| 1er | Médaille d'or      | Javelina Jundred           | 100 mi   | 31 octobre 2020    | 13 h 28 min 04 s |